# Beretta 92
Beretta 92 (và các phiên bản cải tiến Beretta 96 và Beretta 98 sản xuất bởi Ý, phiên bản M9 sản xuất bởi Hoa Kỳ, phiên bản PAMAS-G1 sản xuất bởi Pháp, cùng tới 5000 phiên bản khác với các cỡ đạn khác) là loại súng ngắn bán tự động tiêu chuẩn của quân đội Ý, Hoa Kỳ và Pháp và một số quân đội các nước khác.
Súng này vốn do Carlo Beretta, Giuseppe Mazzetti và Vittorio Valle thiết kế và được công ty chế tạo vũ khí Beretta của Ý sản xuất từ năm 1972. Từ giữa thập niên 1980, phiên bản Berretta 92F tham gia cuộc thi thiết kế súng ngắn của quân đội Hoa Kỳ để tìm ứng cử viên thay thế cho M1911 và đã được lựa chọn rồi cải tiến thành súng ngắn M9 của quân đội Hoa Kỳ. Tương tự, phiên bản Berretta 92G tham gia cuộc thi thiết kế súng ngắn cho quân đội Pháp và cũng được lựa chọn rồi cái tiến thành PAMAS-G1.
Loại quân dụng nguyên mẫu dùng đạn 9×19 mm Parabellum.

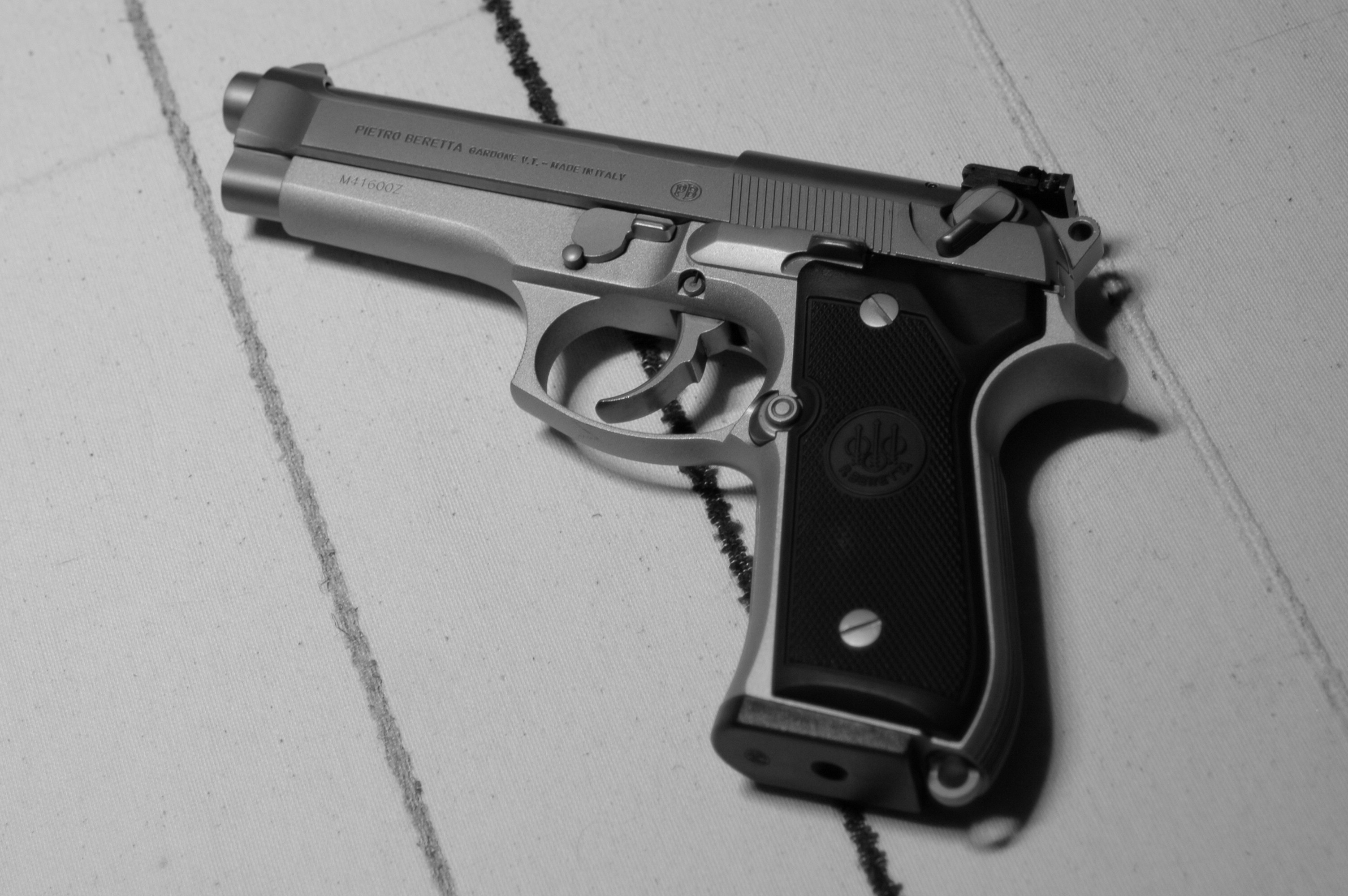
Berretta 92FS của quân đội Ý
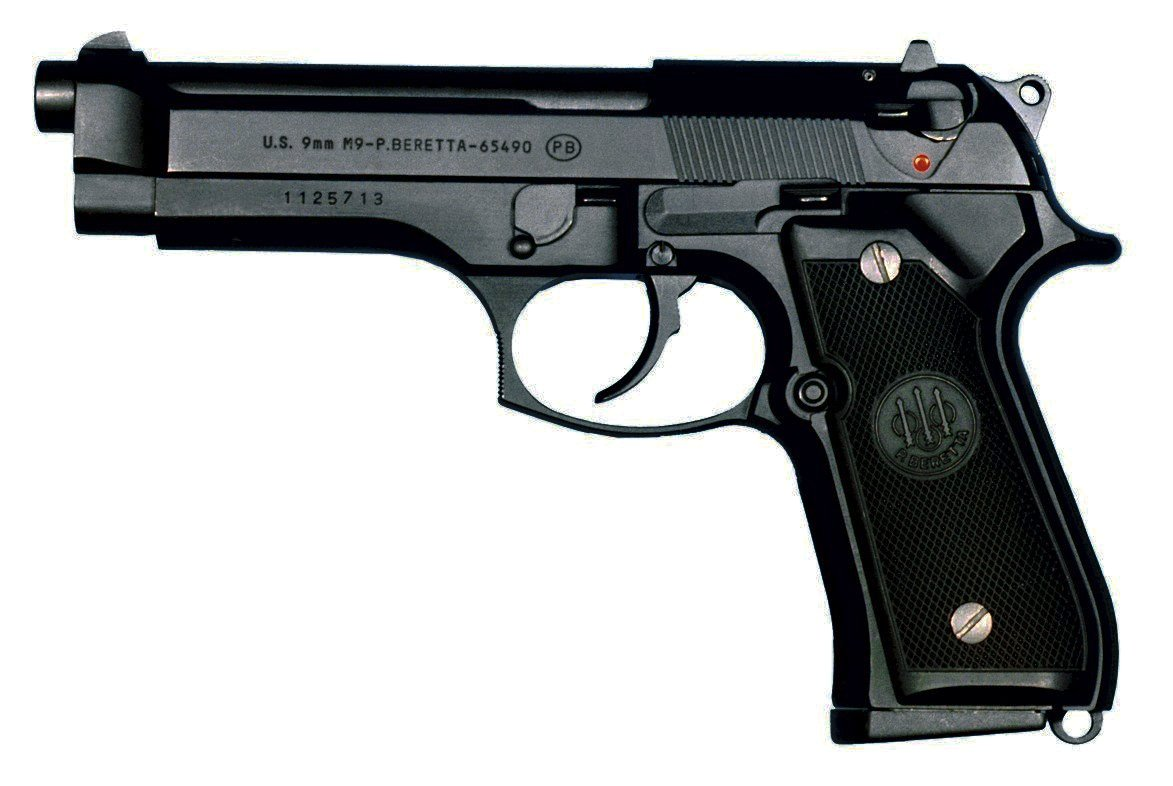
M9 của quân đội Hoa Kỳ
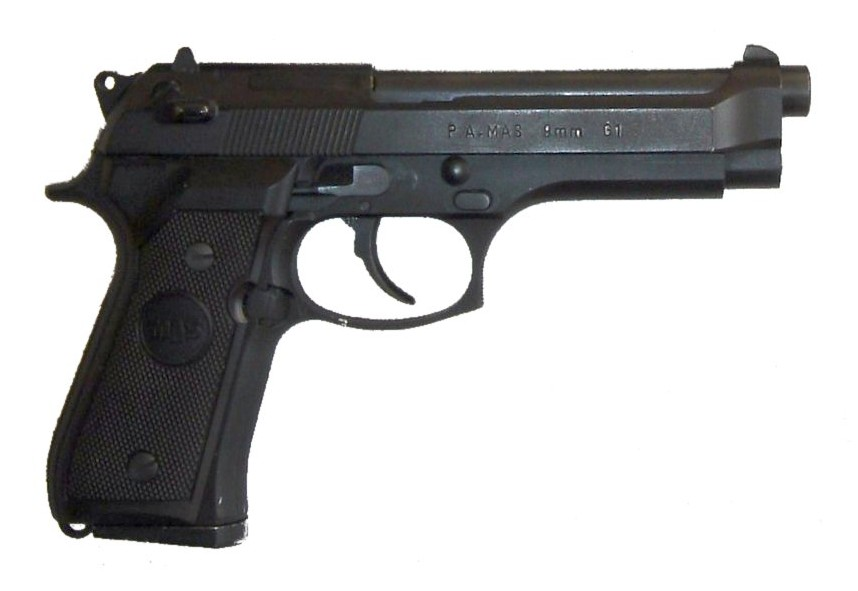
PAMAS-G1 của quân đội Pháp